# Grinneröds distrikt
Grinneröds distrikt är ett distrikt i Uddevalla kommun och Västra Götalands län. 
Distriktet ligger söder om Uddevalla. 

## Tidigare administrativ tillhörighet
Distriktet inrättades 2016 och utgörs av socknen Grinneröd i Uddevalla kommun. 
Området motsvarar den omfattning Grinneröds församling hade vid årsskiftet 1999/2000.